# Silnice II/434
Silnice II/434 je silnice II. třídy, která vede z Bedihoště do Lipníka nad Bečvou. Je dlouhá 36,1 km. Prochází jedním krajem a dvěma okresy.

## Vedení silnice

### Olomoucký kraj, okres Prostějov
- Bedihošť (křiž. II/367)
- Hrubčice (křiž. III/4341, III/4342)

### Olomoucký kraj, okres Přerov
- Tovačov (křiž. II/435, III/4344, III/4345, III/4347, peáž s II/435)
- Troubky (křiž. III/4348)
- Henčlov
- Přerov (křiž. I/55, II/436, II/150, peáž s II/436, I/55, II/150)
- Kozlovice (křiž. III/43413)
- Radslavice (křiž. III/43414, III/43415, III/43416, III/43417)
- Sušice (křiž. III/43419, III/43420)
- Nové Dvory
- Lipník nad Bečvou (křiž. I/47, II/437, III/43421, peáž s II/437)